# محافظة دوربود
محافظة دوربود المنغولية ذاتية الحكم (بالصينية: 杜尔伯特蒙古族自治县، بالإنجليزية: Dorbod Mongol Autonomous County) هي محافظة ذاتية الحكم تابعة لمدينة داتشينغ في مقاطعة هيلونغجيانغ، شمال شرق الصين. تُعد واحدة من المناطق القليلة التي تتمتع بحكم ذاتي للمغول في هذه المقاطعة.

## الجغرافيا
تغطي المحافظة مساحة تبلغ حوالي 6,427 كيلومترًا مربعًا، وتتميز بتضاريس سهلية ومناطق رعوية. تشتهر بمراعيها الواسعة التي تُستخدم لتربية الماشية، وخاصة الأغنام والخيول، وهي جزء من التراث المنغولي في المنطقة.

## السكان والثقافة
يبلغ عدد سكان المحافظة حوالي 200,000 نسمة، وتشمل مجموعات إثنية متنوعة، أبرزها المغول والصينيون الهان. يحتفظ السكان المنغوليون بلغتهم وعاداتهم الثقافية، بما في ذلك المهرجانات التقليدية وسباقات الخيول.

## الاقتصاد
يعتمد اقتصاد دوربود بشكل أساسي على الزراعة وتربية الحيوانات، إلى جانب بعض الصناعات الخفيفة مثل إنتاج الألبان واللحوم. كما تحتوي على موارد طبيعية محدودة وبعض الأنشطة المتعلقة بالنفط بسبب قربها من مدينة داتشينغ، مركز النفط الرئيسي في الصين.